# Флемінг Поульсен
Флемінг Поульсен (дан. Flemming Povlsen, нар. 3 грудня 1966) — данський футболіст, що грав на позиції нападника. По завершенні ігрової кар'єри — футбольний тренер.
Виступав, зокрема, за клуб «Боруссія» (Дортмунд), а також національну збірну Данії.
Володар Кубка Нідерландів. Чемпіон Німеччини. У складі збірної — чемпіон Європи.

## Клубна кар'єра
Народився 3 грудня 1966 року. Вихованець футбольної школи клубу Viby.
У дорослому футболі дебютував 1984 року виступами за команду клубу «Орхус», в якій провів два сезони, взявши участь у 40 матчах чемпіонату. 
Згодом з 1986 по 1990 рік грав у складі команд клубів «Реал Мадрид Кастілья», «Кельн» та ПСВ. Протягом цих років виборов титул володаря Кубка Нідерландів.
У 1990 році перейшов до клубу «Боруссія» (Дортмунд), за який відіграв 5 сезонів.  Більшість часу, проведеного у складі «Боруссії», був основним гравцем атакувальної ланки команди. За цей час додав до переліку своїх трофеїв титул чемпіона Німеччини. Завершив професійну кар'єру футболіста виступами за команду «Боруссія» (Дортмунд) у 1995 році.

## Виступи за збірні
Протягом 1985–1987 років залучався до складу молодіжної збірної Данії. На молодіжному рівні зіграв у 9 офіційних матчах, забив 2 голи.
У 1987 році дебютував в офіційних матчах у складі національної збірної Данії. Протягом кар'єри у національній команді, яка тривала 8 років, провів у формі головної команди країни 62 матчі, забивши 21 гол.
У складі збірної був учасником чемпіонату Європи 1988 року у ФРН, чемпіонату Європи 1992 року у Швеції, здобувши того року титул континентального чемпіона.

## Кар'єра тренера
Розпочав тренерську кар'єру, повернувшись до футболу після тривалої перерви, 2005 року, увійшовши до тренерського штабу клубу «Хорсенс».
В подальшому входив до тренерських штабів клубів «Раннерс», «Сількеборг» та «Оденсе».
Наразі останнім місцем тренерської роботи був клуб «Орхус», в якому Флемінг Поульсен був одним з тренерів головної команди до 2015 року.

## Титули і досягнення
- Володар Кубка Нідерландів (1):

ПСВ Ейндговен: 1989-1990
- Чемпіон Німеччини (1):

«Боруссія» (Дортмунд): 1994-1995
- Чемпіон Європи (1): 1992